# Politische Organisationen der Aborigines
Politische Organisationen der Aborigines in Australien gab es erstmals 1925. Es entwickelte sich eine politische Opposition, die sich durch den Zweiten Weltkrieg nicht weiter ausbreiten konnte. Nach 1945 setzten sich die Aborigines für ihre individuellen und gemeinsamen sozialen Rechte und Rechte auf ihr Land ein. Dies kam in den Forderungen politischer Organisationen zum Ausdruck. Nach 1970 rückten regionale und kommunale Interessen in den Vordergrund und es wurden Institutionen geschaffen, die sich den juristischen und rechtlichen Problemen der Aborigines zuwandten. Diese Institutionen sind heute staatlich gefördert. Eine Besonderheit bildet eine überregionale politische Aktivität die sogenannte Zelt-Botschaft von 1971, die allgemeine politische Forderungen aufnimmt und bis zum heutigen Tage existiert. Ab den 1990er Jahren ist ein Trend erkennbar, dass allgemeine politische Interessen aufgenommen werden, was u. a. in der Gründung einer Organisation Aboriginal Provisional Government im Jahre 1990 zum Ausdruck kam.

## Aboriginesorganisationen vor 1945
Vor dem Ersten Weltkrieg gab es keine politische Organisation, die sich für die Interessen der Aborigines einsetzte und die erste Organisation, die explizit soziale und politische Rechte für die Aborigines forderte, entstand 1925.
In den 1930er Jahren führten Aborigines erste Streiks für bessere Verpflegung und Behandlung in von Europäern geführten christlichen Aborigines-Missionsstationen und später für mehr Lohn durch und es bildeten sich in Folge politische Organisationen. Diesen Organisationen, die nur Mitglieder einer „aboriginalen“ Abstammung aufnahmen, gelang die Durchsetzung des Protesttags der Aborigines, des Day of Mourning und die Ablösung einer nur mit Weißen besetzten Kontrollorganisation über das Leben der Aborigines, des Aboriginal Protection Board durch einen auch mit Aborigines-Vertretern besetzten Aborigines Welfare Board im Jahre 1940. Der beginnende Zweite Weltkrieg beendete die sich entwickelnde Opposition.

### Australian Aboriginal Progressive Association (AAPA)
Die erste Organisation, die politische Forderungen im Interesse der Aborigines formulierte, war die im Jahre 1925 von Charles Frederick Maynard gegründete Australian Aboriginal Progressive Association (AAPA). Sie trat gegen die Verschleppung von Aborigineskindern von ihren Familien sowie für freien Zugang zum Schulwesen, für Landrechte am traditionellen Land und gegen die Bestimmung der Lebensverhältnisse durch die weiße Administration ein. Die AAPA löste sich wegen der systematischen Verfolgung durch die Polizei im Jahre 1927 auf.

### Australian Aborigines League (AAL)
Die Yorta-Yorta-Aborigines gründeten durch William Cooper 1934 die Australian Aborigines League. Von 1934 bis 1936 entwickelte die League ein politisches 9-Punkte-Programm, das den Einfluss der Aborigines in der internationalen und nationalen Politik, keine Diskriminierung, Berücksichtigung traditionierter Aborigines-Regeln, gleiche Bürger- und Landrechte, gleiche Ausbildung und weitere Rechte für die Aborigines forderte. Als die Politik nicht darauf reagierte, versuchte Cooper auf die 150-Jahr-Feier Australiens mit einem Protesttag, dem Day of Mourning, Einfluss auf den 150. Jahrestag der britischen Kolonisation am 26. Januar 1938 zu nehmen. Seit 1940 wird der Feiertag der Aborigines parallel zum Australia Day veranstaltet. Als Cooper 1941 starb, ließ das Engagement der League nach.

### Australian Progressive Association (APA)
In der politischen Auseinandersetzung um den Day of Mourning verbündete sich die von Cooper geführten Australian Aborigines League mit der von Jack Patten im Jahre 1937 gegründeten Aborigines Progressive Association. Die APA stellte drei Kernforderungen auf: Volle staatsbürgerschaftliche und Menschenrechte, Vertretung im Parlament und Abschaffung des Aboriginal Protection Board von New South Wales. Die Association erreichte, dass der Aboriginal Protection Board in Aborigines Welfare Board geändert wurde. Die APA stellte ihre Arbeit 1944 ein und wurde 1963 durch Bert Groves und Pearl Gibbs erneut aktiviert, um an den Landrechtsbewegungen als politische Kraft mitzuwirken.

## Aboriginesorganisationen nach 1945
Bereits vor dem Zweiten Weltkrieg hatte sich die Internationale Arbeitsorganisation (ILO) mit Konventionen gegen Zwangsarbeit im Jahre 1930 und Arbeit durch Eingeborene im Jahre 1936 verfasst und Australien verstieß eklatant gegen diese Konventionen. Sowohl soziale als auch Fragen des Landrechts bestimmten die kommenden Jahre der Politik der Aborigines. Nach dem Ende des Weltkriegs begann im Mai 1946 ein Streik der Viehtrieber für bessere Entlohnung, der erst 1949 endete. 1954 entstand eine neue politische Organisation, die sich insbesondere mit Aktionen gegen Rassismus wendete. 1963 protestierten die Yolngu-Aborigines mit ihrer berühmten Baumrinden-Petition gegen einen geplanten Bauxit-Abbau in ihrem traditionellen Land. Ein weiterer Streik von 200 „aboriginalen“ Viehtreibern für gleichen Lohn mit den Weißen im Jahre 1966 brachte die erste politische Bewegung für die Landrechte der Urbevölkerung Australiens hervor, da die Regierung lediglich zulassen wollte, dass die Aborigines Landrechte erhielten, wenn sie das Land „sinnvoll bewirtschaften“. Daraufhin entwickelte sich eine neue Protestform, die Zelt-Botschaft, die mehrere Stämme der Aborigines vereinte und am Fuß des Old Parliament in Canberra im Jahre 1971 aufgebaut wurde.

### Aboriginal Australian Fellowship (AAF)
Die Aboriginal Australian Fellowship wurde 1956 auf Initiative von Pearl Gibbs und Faith Bandler gegründet. Gibbs wollte den  Aborigines Welfare Board von New South Wales, in dem sie von 1954 bis 1957 Mitglied war, im Interesse der Aborigines reformieren. In der AAF waren sowohl Aborigines als auch Nicht-Aborigines Mitglieder wie Künstler, Schriftsteller, Kommunisten, Juden und Christen. Auf der Gründungsversammlung in der Sydney Town Hall am 29. April 1957 wandte sich diese Organisation vor allem gegen die Rassendiskriminierung in Schulen, Bädern und Kinos und führte mit öffentlichkeitswirksamen Kampagnen durch. Sie setzte sich für einen verbesserten Unterricht für Aborigines in Western Australia ein. Die AAF löste sich 1969 auf, als die Aborigines eigene Organisationen aufbauten.

### Aborigines Advancement League (AAL)
Die Aborigines Advancement League wurde 1957 von Charles McLean zur Unterstützung der Aborigines in Victoria gegründet und kritisierte die Umstände in den Reservaten und Aborigines-Missionsstationen am Lake Tyers. Heute ist die League bei der Familien- und Unterstützung für Verpflegung, bei Hausbesuchen, Rechtshilfe, Entwicklung von Beratungs- und Ausbildungsprogrammen, Drogen- und Alkoholsuchtberatungen und bei finanziellen Hilfe bei Beerdigungen aktiv.

### Federal Council for Aboriginal Advancement of Aborigines and Torres Strait Islanders (FCAATSI)
Vom 14. bis zum 16. Februar 1958 fand eine Konferenz verschiedener Organisationen der Aborigines in Adelaide statt, die zur Gründung des Federal Council for the Advancement of Aborigines and Torres Strait Islanders führte.

## Aboriginesorganisation ab den 1970er Jahren
In den 1970er Jahren entstanden neue Organisationsformen, die Ausdruck dafür waren, dass junge aktive Aborigines neue Organisationsformen mit ausschließlicher Beteiligung von Aborigines gründen und den politischen Prozess beschleunigen wollten. Die politischen Aborigines wandten sich vor allem lokalen Konfliktherden zu und gründeten 1970 erste lokale Interessenvertretungen und Organisationen.

### National Tribunal Council (NTC)
Auf dem 1970 stattfindenden Kongress der Federal Council for Aboriginal Advancement wurde das National Tribunal Council gegründet, das sich in das Brisbane Tribunal Council und Victoria Tribunal Council aufteilte und lokale Organisation wie den Aboriginal Legal Service (ALS) und 1971 der Aboriginal Medical Service (AMS) gründete, die bis zum heutigen Tag existieren und staatliche Unterstützung erhalten. Das National Tribal Council arbeitete etwa drei Jahre. Nach der Wahl der Labour Party gegen Ende 1972 wandten sich die Aborigines stärker den lokalen als den nationalen Interessen zu.

### Aboriginal and Torres Strait Islander Commission (ATSIC)
Die Aboriginal and Torres Strait Islander Commission wurde durch ein australisches Bundesgesetz 1989 ins Leben gerufen und sollte die Belange der australischen Ureinwohner gegenüber der australischen Bundes-, Landes- und Kommunalregierungen vertreten. Die Organisation sollte Programme zur Förderung des Sozial- und Kulturwesens von Aborigines und Torres-Strait-Insulanern entwickeln und wurde nach einer Überprüfungen abgeschafft, da es Unregelmäßigkeiten gab und sie sich zu sehr mit sich selbst beschäftigte.

### Aboriginal Provisional Government (APG)
Am 16. Juli 1990 gründete sich das Aboriginal Provisional Government (APG) in Australien und beabsichtigt eine eigene Regierung und einen eigenen Staat der Aborigines zu gründen. Zur Vorbereitung zur Errichtung dieses Staates wurde die Organisationsform einer provisorischen Regierung gewählt.